# Adrien Vigne-Donati

a Compétitions nationales et continentales officielles uniquement.

Dernière mise à jour le 13 novembre 2021.
Adrien Vigne-Donati, né le 1er mars 1984, est un joueur de rugby à XV français qui évolue au poste de pilier au sein de l'effectif de l'U.S. Annecy.

## Biographie
Après avoir côtoyé les clubs du R.C. Annemasse, R.O.Grasse, R.R.C.Nice, Rugby club toulonnais, c'est au Biarritz olympique qu'Adrien Vigne Donati lance sa carrière professionnelle.
Après une année passée en Reichel, Adrien Vigne-Donati intègre l'équipe Espoir du Biarritz olympique, entrainé par Marc Lièvremont, futur sélectionneur de l'équipe de France de Rugby. La même année, il est convoqué par l'équipe nationale italienne des moins de 21 ans pour y disputer deux tournois des Six Nations des moins de 21 ans et deux coupes du monde des moins de 21 ans (en Écosse et en Argentine).
En 2005, Adrien Vigne Donati est recruté par le club italien de Calvisano, où il partagera le poste de pilier gauche avec Salvatore Perugini et avec qui il disputera la H-Cup. Il est champion d'Italie avec le club en 2009.
Après trois ans avec Calvisano, Adrien Vigne-Donati signe au club italien Rugby Roma pour trois ans et disputera la Challenge européen. Après un dépôt de bilan de la Rugby Roma, Adrien Vigne-Donati décide de rentrer en France et c'est vers le club de l'US Annecy Rugby qu'il se dirige en Fédérale 2, où avec son équipe, il obtient son accession en Fédérale 1, après une victoire sur Aubenas. Mais une erreur de licence de l'U.S.Annecy Rugby réduit à néant l'espoir d’accéder à l'étage supérieur.
En 2015, il rejoint le Servette Rugby Genève qui évolue cette saison en Fédérale 3. En 2017, il remporte son premier titre de Champion de France avec le Club. "papi" finira probablement sa belle carrière rugbystique sous les couleurs grenat.